# ليندا إل. بارنز
ليندا إل. بارنز (بالإنجليزية: Linda L. Barnes)‏ هي عالمة الإنسان أمريكية، ولدت في 1953.